# The Lost Boys
The Lost Boys er en amerikansk film fra 1987 instrueret af af Joel Schumacher.

## Medvirkende
- Jason Patric som Michael Emerson
- Corey Haim som Sam Emerson
- Dianne Wiest som Lucy Emerson
- Barnard Hughes som Grandpa
- Edward Herrmann som Max
- Kiefer Sutherland som David
- Jami Gertz som Star
- Corey Feldman som Edgar Frog
- Jamison Newlander som Alan Frog
- Brooke McCarter som Paul